# Ajace
L’Ajace è una tragedia in cinque atti composta da Ugo Foscolo tra il 1810 e il 1811. Essa venne rappresentata alla Scala di Milano il 9 dicembre del 1811 con un successo relativo. La tragedia ebbe una sola replica perché la polizia, che in essa aveva trovato delle allusioni a Napoleone Bonaparte, ne impedì ogni altra rappresentazione. La tragedia venne lasciata inedita e pubblicata la prima volta a Napoli nel 1828 da Urbano Lampredi con severe censure.
La tragedia, che la maggior parte della critica teatrale ha considerato non attinente all'Aiace di Sofocle, è composta da lunghe parlate, anche se magnificamente verseggiate, e di lunghi monologhi che rendono anche lo svolgimento dell'azione, più narrata che rappresentata, lento e monotono. Non mancano momenti di alta ispirazione e di ottimo stile come la prima scena dell'ultimo atto dove viene rappresentato il delirio della principessa troiana Tecmessa, moglie di Ajace, che è senza dubbio una delle maggiori raffigurazioni dell'eterno femminino foscoliano.
Tra l'altro, fu proprio l'entrata di Teucro nell'ultimo atto ("O Salamini…") a determinare in sala uno scoppio di ilarità, tale da compromettere definitivamente il successo della tragedia.

## Trama

### Atto I
Ulisse e Agamennone si trovano presso la tenda dello stesso comandante, al quale alcuni Greci stanno raccontando di aver accompagnato la salma di Achille, che ha ricevuto gli onori funebri da Aiace Telamonio, e avvertono Agamennone che proprio Ajace aspira al possesso delle armi di Achille. Entra intanto in scena Teucro che chiede, da parte del fratello Ajace, le armi dell'eroe, ma è stabilito che quelle armi saranno aggiudicate a chi compirà una grande gesta alla quale sembra stia per cimentarsi Ulisse prima che Ajace ritorni.

### Atto II

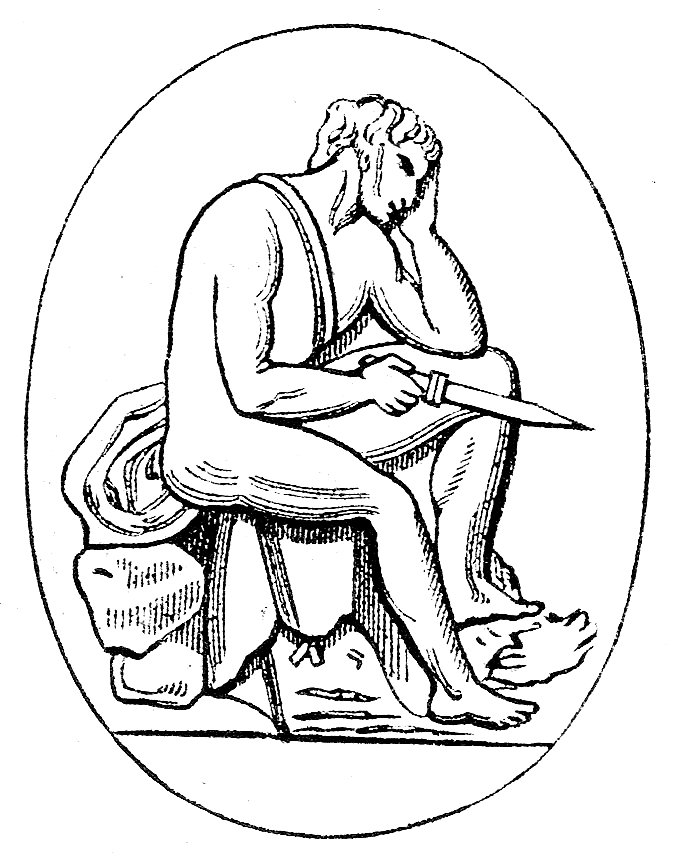
Aiace che si concentra al suicidio

Agamennone fa chiamare l'indovino Calcante, che gli aveva in precedenza suggerito, per propiziarsi gli dei, di sacrificare la figlia Ifigenia, fatto che ha lasciato l'eroe pieno di rimorsi, perché gli riveli a chi siano predestinate le armi di Achille. Calcante dice che le armi dovrebbero essere consegnate ad Aiace ma Agamennone non vorrebbe che costui ne fosse il possessore. Viene così allestita un'assemblea di principi presieduta da Ulisse.

### Atto III
Viene riferito ad Agamennone da Ulisse che l'assemblea non era d'accordo a chi attribuire le armi di Achille e che pertanto era stata rimessa in discussione la decisione e affidata ai comandanti prigionieri degli Achei. Aiace è irato e scaglia accuse ad Ulisse che crede empio e falso e ad Agamennone.
Agamennone intanto non vedendo tornare Teucro sospetta un inganno e trattiene come pegno il figlio di Aiace finché Teucro non ritornerà.

### Atto IV
Agamennone è in attesa di Ulisse e quando costui ritorna informa il re che Teucro è d'accordo con Aiace e che il figlio di costui è in salvo. Segue il colloquio di Tecmessa, moglie di Aiace, con Agamennone, e Aiace, nel vederli parlare, inveisce contro di lui ma è frenato da Calcante. Ulisse e Aiace vanno a combattere.

### Atto V
Intanto Tecmessa, che ha saputo dell'incendio che ha bruciato il carcere dove erano tenuti prigionieri dei Greci il padre e i fratelli, si dispera per il dolore e inutilmente Calcante cerca di calmarla. Aiace, appena sopraggiunto, viene esortato da Tecmessa a ritornare con lei nella sua patria a Salamina, ma Aiace non accetta e nemmeno Calcante riesce a convincerlo a salvarsi. Quando Aiace vede che è circondato da inganni decide di uccidersi e muore dopo aver saputo da Teucro che le armi di Achille sono state assegnate ad Ulisse.

## Storia dell'opera

### La composizione
Nell'agosto 1808, la Compagnia Reale di Salvatore Fabbrichesi aveva messo in scena il Tieste foscoliano (la prima tragedia dell'autore zantiota, rappresentata a Venezia nel 1797) al teatro Carcano di Milano. Il 18 luglio successivo Foscolo stipulò con Fabbrichesi un contratto che prevedeva di comporre un nuovo testo tragico per il capocomico, dietro compenso di 800 lire. La scelta dell'argomento cadde sull'incestuosa vicenda di Bibli e Cauno, narrata nelle Metamorfosi ovidiane, ma fu poi accantonata quando il poeta seppe che l'amico Antonio Gasparinetti stava già lavorando allo stesso mito. Foscolo virò allora sull'Ajace.
Da una missiva del 28 dicembre di Camillo Ugoni si evince infatti che il poeta zantiota aveva ormai pensato di dedicarsi al nuovo soggetto: « Ma ditemi: avete dunque abbandonato la Bibli, e scrivete il Telamonio? », chiedeva Ugoni a Foscolo. Invischiato a Milano nelle polemiche letterarie che lo coinvolsero, opponendolo in particolare a Monti, Lamberti e Lampredi, nel 1810 Foscolo abbandonò verosimilmente la tragedia, cui non si fa più alcun accenno fino al 1811.
Il 6 febbraio 1811, Foscolo annunciò alla famiglia di essere « addosso agli Eroi della tragedia che ho promesso all'impresario », lamentando una facilità di composizione molto ridotta rispetto a quando compose il giovanile Tieste (pur ammettendo di aver innalzato il livello della sua scrittura), e prevedeva di concludere la tragedia entro l'estate. Il 23 marzo scrisse a Ugo Brunetti di aver iniziato « finalmente [...] a verseggiare l'Ajace » il 2 febbraio. Già il 25 marzo l'Ajace era ben avviato, perché Ugoni aveva assistito privatamente, come riporta la lettera a Giovita Scalvini, « al primo atto e alle prime scene del secondo », e ne lodava « i brevi tratti sublimi ».
Il lavoro fu interrotto per qualche mese, fino alla tarda primavera, come dimostrano la corrispondenza con Giambattista Giovio (« Or io mi sono, dopo tre settimane di noia, ridato ada altri profeti, e prima di ripigliare l'Ajace voglio piamente spendere la settimana santa a rileggere Isaia », comunicava Foscolo l'11 aprile) e le date apposte in calce nel manoscritto apografo della Biblioteca Labronica di Livorno, che riporta con precisione: « MDCCCXI. Atto primo sino a tutta la scena 1ª del secondo | Dal 1º Febbraio a 17 Marzo || Dalla scena 2ª dell'atto secondo al termine | dal 12 Giugno sino a 12 Ottobre ».
Il 28 settembre Paolo Belli Blanes, primo attore della Compagnia e già celebre per i suoi ruoli alfieriani, chiedeva all'autore l'invio delle parti. Gli era giunta voce che l'Ajace fosse ormai finito, e aveva già ricevuto il costume per la recita. Il 5 ottobre Foscolo si rallegrava con l'amico torinese Giuseppe Grassi, perché « stava appunto terminando gli ultimi versi d'Ajace »; il 15, sempre a Grassi diceva conclusa l'opera, dal poeta zacinzio stesso letta con successo, la sera prima, « ad alcuni giovani ».
In quest'ultima missiva Foscolo assegnava all'opera 1750 versi, ma l'opera quale è stata tramandata ne conta 1902. Se il poeta disse il vero nella lettera a Grassi, si può dunque supporre che nel periodo precedente alla prima rappresentazione siano stati aggiunti circa 150 versi, giacché la copia dell'Ajace posseduta da Dionisio Bulzo (cugino del poeta), di cui fa parola Foscolo in una lettera all'amico Michele Ciciliani del 26 luglio 1812, riporta una versione della tragedia quasi identica a quella degli altri manoscritti. Siccome la copia Bulzo veniva dal Foscolo presentata come già datata, si può supporre che l'ampliamento sia avvenuto prima che l'Ajace fosse portato in scena alla Scala.

### La rappresentazione e le reazioni
La prima ebbe luogo il 9 dicembre 1811 alla Scala di Milano con la seguente ripartizione dei ruoli: Belli Blanes fu Ajace, Anna Fiorilli Pellandi (già Erope nel Tieste veneziano del 1797 e nella sua ripresa milanese del 1808) Tecmessa, Giovanbattista Prepiani interpretò Agamennone, Alberto Tessari fu Ulisse, Giovanni Bettini rappresentò Calcante e Salvatore Fabbrichesi interpretò Teucro.
L'allestimento era stato diretto dallo stesso Foscolo, e l'attesa in città era spasmodica, come si rileva dai giornali dell'epoca. La sera del debutto si registrò il tutto esaurito, con un'affluenza di circa 3000 persone. Le reazioni furono piuttosto altalenanti; il pubblico aveva riscontrato nell'opera un'eccessiva prolissità del testo, pur riconoscendo, come scrisse Francesco Pezzi sul Corriere Milanese, « certi squarci di poesia » ammirevoli. La cerchia di nemici del Foscolo, con cui il poeta aveva avuto duri scontri nel 1810, vide alzarsi la voce di Urbano Lampredi, che sul Poligrafo stroncò l'Ajace in quattro numeri tra il dicembre e il gennaio 1812.
Dopo la replica del 10 dicembre, il 13 un rescritto inviato al Ministro degli Interni da Eugenio di Beauharnais, viceré d'Italia, proibì ogni nuova rappresentazione, divieto che fu reso pubblico il 15 con la circolare governativa numero 29409. Si è molto parlato, in proposito, di una "congiura" ordita dai letterati che in quel periodo polemizzavano con Foscolo, ma è voce diffusa da Giuseppe Pecchio, primo e inattendibile biografo foscoliano, e non è ravvisabile nemmeno nei feroci articoli di Lampredi, in cui manca ogni allusione alle tematiche politiche dell'Ajace.
Scrivendo a Isabella Teotochi Albrizzi nel maggio 1811, il tragediografo già presentiva i rischi di una censura politica, quando l'opera era ancora lontana dall'essere conclusa: « [...] temo che non la lascino recitare, tanto è severa l'inquisizione, e tanto si paventano le allusioni ad ogni vocabolo di patria e di Re ». Il 20 maggio 1814, Foscolo scrisse nella Lettera al Conte Verri che nella figura di Ajace si intravide la vicenda di Jean Victor Moreau, valoroso generale napoleonico condannato a due anni di prigione (poi tramutati in esilio perpetuo) per l'implicazione in una congiura contro Bonaparte. La medesima Lettera dice anche che « nella spregiata santità di Calcante » si videro allusioni « alle sciagure di Pio VII, e nell'ambizione d'Agamennone alla fraudolenta onnipotenza di Napoleone ».